# ساری‌حسنلی
ساری‌حسنلی (به ترکی استانبولی: Sarıhasanlı) یک منطقهٔ مسکونی در ترکیه است که در Ağaçören واقع شده‌است.